# Mestocharis tropicalis
Mestocharis tropicalis är en stekelart som beskrevs av Yoshimoto 1976. Mestocharis tropicalis ingår i släktet Mestocharis och familjen finglanssteklar. Inga underarter finns listade i Catalogue of Life.